# Justyna Jeziorna
Justyna Barbara Kłosińska, coniugata Jeziorna (Lubin, 9 luglio 1981), è un'ex cestista polacca.

## Carriera
Con la Polonia ha disputato i Campionati europei del 2009.